# Bornane
Ne doit pas être confondu avec Borane.
Le bornane, ou camphane, est un hydrocarbure bicyclique ponté saturé de formule C10H18. Ce monoterpène est étroitement apparenté au norbornane.
Le nom fait référence à Bornéo. On y trouve le camphrier dont on peut extraire le bornane et d'autres composés voisins.